# Seznam narodnih parkov v Italiji
Italijanski narodni parki so zavarovana kopenska, morska, rečna ali jezerska naravna območja, ki vsebujejo enega ali več nedotaknjenih ekosistemov (ali samo delno spremenjenih z antropološkimi posegi) in/ali eno ali več fizičnih, geomorfoloških, bioloških formacij nacionalnega in mednarodnega interesa zaradi naravoslovnih, znanstvenih, kulturnih, estetskih, izobraževalnih ali rekreacijskih vrednosti, ki upravičujejo poseg države zanje ohranjanje.
Na Uradnem seznamu zavarovanih naravnih območij (EUAP) je registriranih 25 italijanskih narodnih parkov, ki skupaj pokrivajo površino več kot 16.000 km2, kar ustreza približno 5,3 % italijanskega nacionalnega ozemlja. Parke upravlja Ministrstvo za okolje s sedežem v Rimu (italijansko Ministero dell'Ambiente).

## Seznam italijanskih narodnih parkov

### Parki, ustanovljeni pred drugo svetovno vojno
| Ime                        | Dežela                                  | Površina    | Najvišja točka   | Nadmorska višina | Ustanovitev | Karta | Slika |
| -------------------------- | --------------------------------------- | ----------- | ---------------- | ---------------- | ----------- | ----- | ----- |
| Abruci, Lacij in Molise    | Abruci, Lacij, Molise                   | 506,83km2   | Monti della Meta | 2249 m           | 1923        |       |       |
| Narodni park Circeo        | Lacij                                   | 84,40 km2   | Monte Circeo     | 541 m            | 1934        |       |       |
| Narodni park Gran Paradiso | Dolina Aoste, Piemont                   | 700,00 km2  | Gran Paradiso    | 4061 m           | 1922        |       |       |
| Narodni park Stelvio       | Lombardija, Trentino - Zgornje Poadižje | 1307,00 km2 | Ortler           | 3905 m           | 1935        |       |       |

### Parki, vzpostavljeni od povojnega obdobja do 1980-ih
| Ime                                                         | Dežela                     | Površina    | Najvišja točka  | Nadmorska višina | Ustanovitev | Karta | Slika |
| ----------------------------------------------------------- | -------------------------- | ----------- | --------------- | ---------------- | ----------- | ----- | ----- |
| Narodni park Aspromonte                                     | Kalabrija                  | 760,53 km2  | Montalto        | 1955 m           | 1989        |       |       |
| Narodni park Dolomiti Bellunesi                             | Benečija                   | 31,51 km2   | Monte Pavione   | 2335 m           | 1988        |       |       |
| Narodni park Foreste Casentinesi, Monte Falterona, Campigna | Emilija - Romanja, Toskana | 364,00 km2  | Monte Falterona | 1645 m           | 1989        |       |       |
| Narodni park Pollino                                        | Bazilikata, Kalabrija      | 1925,65 km2 | gorovje Pollino | 2267 m           | 1988        |       |       |

### Parki, ustanovljeni v 1990-ih
| Ime                                            | Dežela               | Površina    | Najvišja točka            | Nadmorska višina | Ustanovitev | Karta | Slika |
| ---------------------------------------------- | -------------------- | ----------- | ------------------------- | ---------------- | ----------- | ----- | ----- |
| Narodni park Arhipelag La Maddalena            | Sardinija            | 201,46 km2  | Punta Tejalone, Caprera}} | 212 m            | 1994        |       |       |
| Narodni park Asinara                           | Sardinija            | 269,60 km2  | Punta Scomunica           | 408 m            | 1997        |       |       |
| Narodni park Cilento, Vallo di Diano e Alburni | Kampanija            | 1810,48 km2 | Monte Cervati             | 1898 m           | 1991        |       |       |
| Narodni park Cinque Terre                      | Ligurija             | 38,60 km2   | Monte (Mai-)Pertuso       | 820 m            | 1999        |       |       |
| Narodni park Gargano                           | Apulija              | 1211,18 km2 | Monte Calvo               | 1065 m           | 1991        |       |       |
| Narodni park Gennargentu                       | Sardinia             | 730,00 km2  | Punta La Marmora          | 1834 m           | 1998        |       |       |
| Narodni park Gran Sasso e Monti della Laga     | Marke, Abruci, Lacij | 1413,31 km2 | Corno Grande              | 2912 m           | 1991        |       |       |
| Narodni park Maiella                           | Abruci               | 704,00 km2  | Maiella                   | 2793 m           | 1991        |       |       |
| Narodni park Monti Sibillini                   | Marke, Umbrija       | 697,22 km2  | Monte Vettore             | 2476 m           | 1988        |       |       |
| Narodni park Toskansko otočje                  | Toskana              | 746,53 km2  | Monte Capanne na Elbi     | 1018 m           | 1989        |       |       |
| Narodni park Val Grande                        | Piemont              | 145,98 km2  | Monte Togano              | 2295 m           | 1991        |       |       |
| Narodni park Vezuv                             | Kampanija            | 72,59 km2   | Great Cone                | 1281 m           | 1991        |       |       |

### Parki, ustanovljeni v 2000-ih
| Ime                                                      | Dežela                     | Površina   | Najvišja točka     | Nadmorska višina | Ustanovitev | Karta | Slika |
| -------------------------------------------------------- | -------------------------- | ---------- | ------------------ | ---------------- | ----------- | ----- | ----- |
| Narodni park Alta Murgia                                 | Apulija                    | 677,39 km2 | Torre Disperata    | 686 m            | 2004        |       |       |
| Narodni park Appennino Lucano - Val d'Agri - Lagonegrese | Bazilikata                 | 689,96 km2 | Monte del Papa     | 2005 m           | 2007        |       |       |
| Narodni park Appennino                                   | Emilija - Romanja, Toskana | 227,92 km2 | Monte Cusna        | 2121 m           | 1997        |       |       |
| Narodni park La Sila                                     | Kalabrija                  | 736,95 km2 | Monte Botte Donato | 1928 m           | 1997        |       |       |

### Parki, ustanovljeni leta 2010
| Ime                      | Dežela   | Površina | Najvišja točka  | Nadmorska višina | Ustanovitev | Karta | Slika |
| ------------------------ | -------- | -------- | --------------- | ---------------- | ----------- | ----- | ----- |
| Narodni park Pantelleria | Sicilija | 66,4 km2 | Montagna Grande | 836 m            | 2016        |       |       |